# Бродар (часопис)
Бродар је био часопис за бродарство и обавештајну службу, који је излазио у периоду од 1921. до 1929. године, са прекидом 1922. и 1928. године. Часопис је излазио у Београду, прве године чак четири пута у месецу, а свих наредних по једном месечно. Уредник часописа био је Младен Ђуричић, капетан речног бродарства и речне пловидбе. Часопис је штампала Штампарија Драг. Грегорића, као и Акционарска штампарија А.Д. и Штампарија Дом малолетника, све из Београда.

## Претплата
Претплата се током времена мењала, у првој години је износила 16 динара за читаоце из Краљевине Југославије, док је за иностранство износила 22, а цена појединачног броја била је један динар. Године 1923. цена за годишњу претплату била је 40 динара, а сваки појединачни број 4, да би већ наредне године цена претплате поскупела за 8 динара. У наредним годинама ће годишња претплата износити 50 динара, све до 1929. када ће се спустити на 30 динара. На часопис су се могли претплатити и читаоци  у иностранству, у свим земљама Европе, као и у Америци. Такође, у часопису је било дозвољено и оглашавање, па се у њему налазило и нешто огласа и реклама.